# Franky van der Elst
Franky van der Elst (Ninove, Flandes Oriental, 30 de abril de 1961) es un exfutbolista belga que fue uno de los mejores de su época.

## Biografía
Tras iniciarse en las filas del RWD Molenbeek, Van der Elst llegó en 1984 al Club Brugge KV, donde desarrollaría la mayor parte de su carrera. Coincidió con varios jugadores como Lorenzo Staelens, el senegalés Tew Mamadou, Antoine Coly, Gino Maes y Leo van der Elst.
En las filas del Brujas conquistó 5 campeonatos de Liga, 4 Copas de Bélgica y 8 Supercopas. Además, fue nombrado en dos ocasiones Mejor Jugador belga del año, en 1990 y 1996.
En 1999, dejó el fútbol para dedicarse a la carrera de entrenador, carrera que inició en 2002, entrenando al KFC Germinal Beerschot, y luego entrenó al Lokeren, hasta el año 2006.
Con la Selección absoluta de Bélgica ha sido internacional en 86 ocasiones. Participó en 4 Mundiales de Fútbol, siendo semifinalista en México 86 y capitán belga en Estados Unidos 94 y en Francia 98.

## Clubes
- 1984-1988: RWDM
- 1988-1999: Club Brugge KV

### Participaciones en Copas del Mundo
| Mundial                        | Sede           | Resultado        |
| ------------------------------ | -------------- | ---------------- |
| Copa Mundial de Fútbol de 1986 | México         | Semifinal        |
| Copa Mundial de Fútbol de 1990 | Italia         | Octavos de final |
| Copa Mundial de Fútbol de 1994 | Estados Unidos | Octavos de final |
| Copa Mundial de Fútbol de 1998 | Francia        | Primera fase     |

## Palmarés
- 5 Ligas de Bélgica: 1988; 1990; 1992; 1996; 1998.
- 4 Copas de Bélgica: 1986; 1991; 1995; 1996.
- 8 Supercopas: 1986; 1988; 1990; 1991; 1992; 1994; 1996; 1998.
- Mejor Jugador del Año: 1990; 1996.
- Elegido como uno de los 125 mejores futbolistas vivos de la historia (FIFA 100): 2004.

- Datos: Q312619